# Lorcières
Lorcières település Franciaországban, Cantal megyében. Lakosainak száma 163 fő (2022. január 1.). Lorcières Chaliers, Clavières, Chaulhac és Julianges községekkel határos.

## Népesség
A település népességének változása:
| Lakosok száma | 330  | 259  | 263  | 208  | 180  | 175  | 173  | 171  | 170  | 163  |
|               | 1968 | 1982 | 1990 | 2006 | 2013 | 2015 | 2017 | 2019 | 2020 | 2022 |